# Nathan Hales
Nathan Grant Hales, född 16 juni 1996, är en brittisk sportskytt.

## Karriär
Vid lerduveskytte-VM 2019 i Lonato del Garda tog Hales brons tillsammans med Matthew Coward-Holley och Aaron Heading i lagtävlingen i trap. Vid lerduveskytte-EM 2022 i Larnaca tog han brons i trap samt brons i lagtävlingen i trap tillsammans med Matthew Coward-Holley och Aaron Heading. Vid lerduveskytte-VM 2022 i Osijek tog Hales silver i trap. Han tog även guld tillsammans med Matthew Coward-Holley och Aaron Heading i lagtävlingen i trap samt silver tillsammans med Lucy Hall i den mixade lagtävlingen i trap.
Vid lerduveskytte-EM 2023 i Osijek tog Hales guld tillsammans med Aaron Heading och Steven Scott i lagtävlingen i trap samt brons tillsammans med Lucy Hall i den mixade lagtävlingen i trap. Vid lerduveskytte-EM 2024 i Lonato del Garda tog han silver tillsammans med Matthew Coward-Holley och Aaron Heading i lagtävlingen i trap. Vid olympiska sommarspelen 2024 i Paris tog Hales guld och noterade ett nytt olympiskt rekord i trap.